# Macierz diagonalna
Macierz diagonalna – macierz, zwykle kwadratowa, której wszystkie współczynniki leżące poza główną przekątną (główną diagonalą) są zerowe. Inaczej mówiąc jest to macierz górno- i dolnotrójkątna jednocześnie.

## Definicja
Macierz kwadratową {\displaystyle \mathbf {A} =(a_{ij})} stopnia {\displaystyle n} nazywa się diagonalną, jeżeli
{\displaystyle a_{ij}=0{\mbox{ dla }}i\neq j,{\mbox{ gdzie }}i,j=1,2,\dots ,n.}
Często oznacza się ją symbolem {\displaystyle \mathrm {diag} (d_{1},d_{2},\dots ,d_{n}),} gdzie {\displaystyle d_{i}=a_{ii}} są kolejnymi współczynnikami leżącymi na głównej przekątnej.

## Przykłady
Przykładem macierzy diagonalnej jest macierz
{\displaystyle {\begin{bmatrix}-3&0&0&0\\0&1&0&0\\0&0&0&0\\0&0&0&4\end{bmatrix}}=\mathrm {diag} (-3,1,0,4).}
Macierzami diagonalnymi są również:
- macierze stopnia pierwszego (skalary),
- macierze zerowe (kwadratowe),
- macierze jednostkowe,
- macierze skalarne.

## Własności
Macierze diagonalne stopnia {\displaystyle n} tworzą podpierścień pierścienia wszystkich macierzy kwadratowych stopnia {\displaystyle n.} Oznacza to m.in., że suma i iloczyn (Cauchy’ego) macierzy diagonalnych jest macierzą diagonalną.
Stąd dla macierzy
{\displaystyle \mathbf {A} =\mathrm {diag} (a_{1},a_{2},\dots ,a_{n})}
oraz
{\displaystyle \mathbf {B} =\mathrm {diag} (b_{1},b_{2},\dots ,b_{n})}
zachodzą działania
{\displaystyle \mathbf {A} +\mathbf {B} =\mathrm {diag} (a_{1}+b_{1},a_{2}+b_{2},\dots ,a_{n}+b_{n}),}
{\displaystyle \mathbf {AB} =\mathrm {diag} (a_{1}b_{1},a_{2}b_{2},\dots ,a_{n}b_{n}).}
Zatem potęgowanie macierzy diagonalnej o wykładniku naturalnym {\displaystyle k} sprowadza się do potęgowania elementów tej macierzy:
{\displaystyle \mathrm {diag} (d_{1},d_{2},\dots ,d_{n})^{k}=\mathrm {diag} (d_{1}^{k},d_{2}^{k},\dots ,d_{n}^{k}).}
Wyznacznik (o ile jest zdefiniowany) macierzy diagonalnej jest równy iloczynowi elementów leżących na głównej przekątnej, jeżeli jest on elementem odwracalnym (dla liczb wymiernych, rzeczywistych, czy zespolonych, lub ogólniej, ciał: niezerowy), to macierz diagonalna jest nieosobliwa. Macierz dołączona do macierzy diagonalnej również jest diagonalna.
Macierz diagonalna jest odwracalna, jeżeli każdy jej element jest odwracalny (jw.). Wówczas wzór na macierz odwrotną macierzy diagonalnej jest analogiczny do wzoru na jej potęgowanie:
{\displaystyle \mathrm {diag} (d_{1},d_{2},\dots ,d_{n})^{-1}=\mathrm {diag} (d_{1}^{-1},d_{2}^{-1},\dots ,d_{n}^{-1}).}
Każda macierz diagonalna jest symetryczna, jeżeli zaś jej elementy należą do liczb rzeczywistych bądź zespolonych, to jest ona również normalna. Macierz kwadratowa jest diagonalna wtedy i tylko wtedy, gdy jest trójkątna i normalna.